# Västsialia
Västsialia (Sialia mexicana) är en välkänd och i handräkt färgglad fågel i tättingfamiljen trastar. Fågeln förekommer i västra Nordamerika och Mexiko.

## Kännetecken

### Utseende
Västsialian är en liten (16,5–19 cm) och bjärt färgad trast. Hanen är likt östsialian blå på huvud och ovansida, medan undersidan är huvudsakligen roströd. Den skiljer sig genom blå, ej vit buk, blått även på strupen och halssidan (västsialian är roströd även där) samt kastanjebrunt på skapularerna. Honan är en urblekt version av hanen, blåast på stjärt och vingar. Den grå på strupe och buk (där östsialian är vit) och även grå på sidan av halsen, ej orangefärgad.

### Läte
Locklätet är en kort och mörk vissling som i engelsk litteratur återges "jewf" eller "pew pew pew". Sången som sällan hörs är helt enkelt en serie av lockläten.

## Utbredning och systematik
Västsialia förekommer i västra Nordamerika och Mexiko och delas vanligen in i sex underarter med följande utbredning:
- Sialia mexicana occidentalis (inklusive anabelae[3]) – sydvästra Kanada till norra Baja California
- Sialia mexicana bairdi – västra USA:s inland till Sonora och Chihuahua i nordvästra Mexiko
- Sialia mexicana jacoti – sydcentrala USA och nordöstra Mexiko
- Sialia mexicana amabilis – nordcentrala Mexiko
- Sialia mexicana nelsoni – centrala Mexiko
- Sialia mexicana mexicana (inklusive australis[3]) – sydcentrala Mexiko

## Levnadssätt
Västsialian hittas varhelst träd och öppen mark finns, som öppen eksavann, parker och jordbruksområden. Den ses vanligen i smågrupper om upp till tio fåglar som stryker runt i jakt på föda. Födan består huvudsakligen av leddjur vår och sommar, under höst och vinter av små frukter och visst inslag av frön. Fågeln häckar i trädhål eller i holkar mellan mitten av april och början av augusti, normalt men en eller två kullar per säsong.

## Status och hot
Arten har ett stort utbredningsområde och en stor population, och tros öka i antal. Utifrån dessa kriterier kategoriserar IUCN arten som livskraftig (LC).

## Bilder

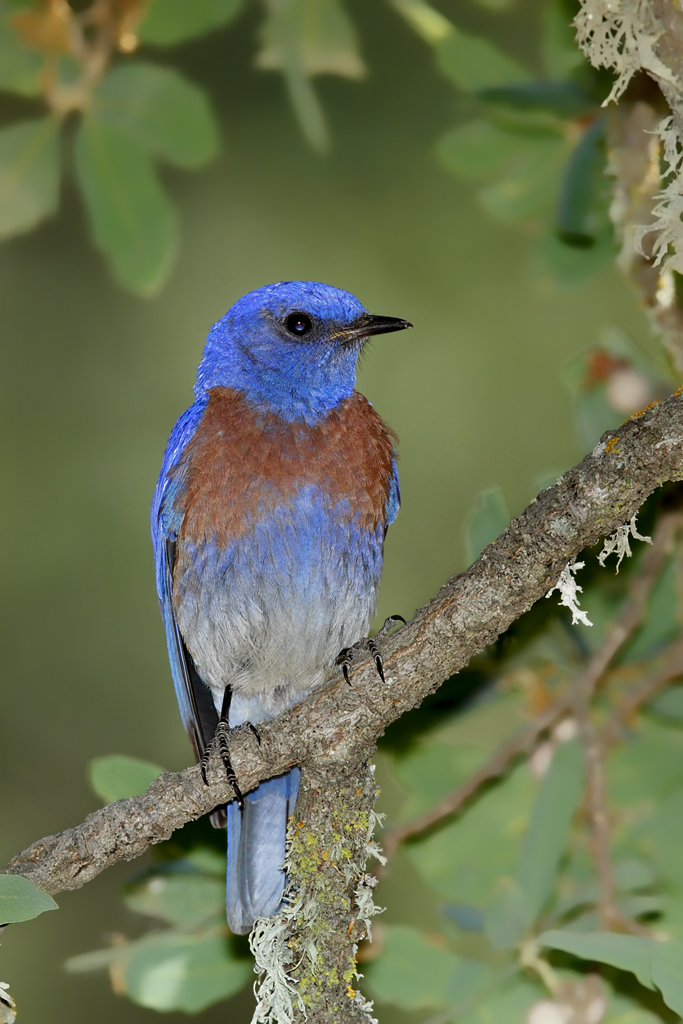
Hane.
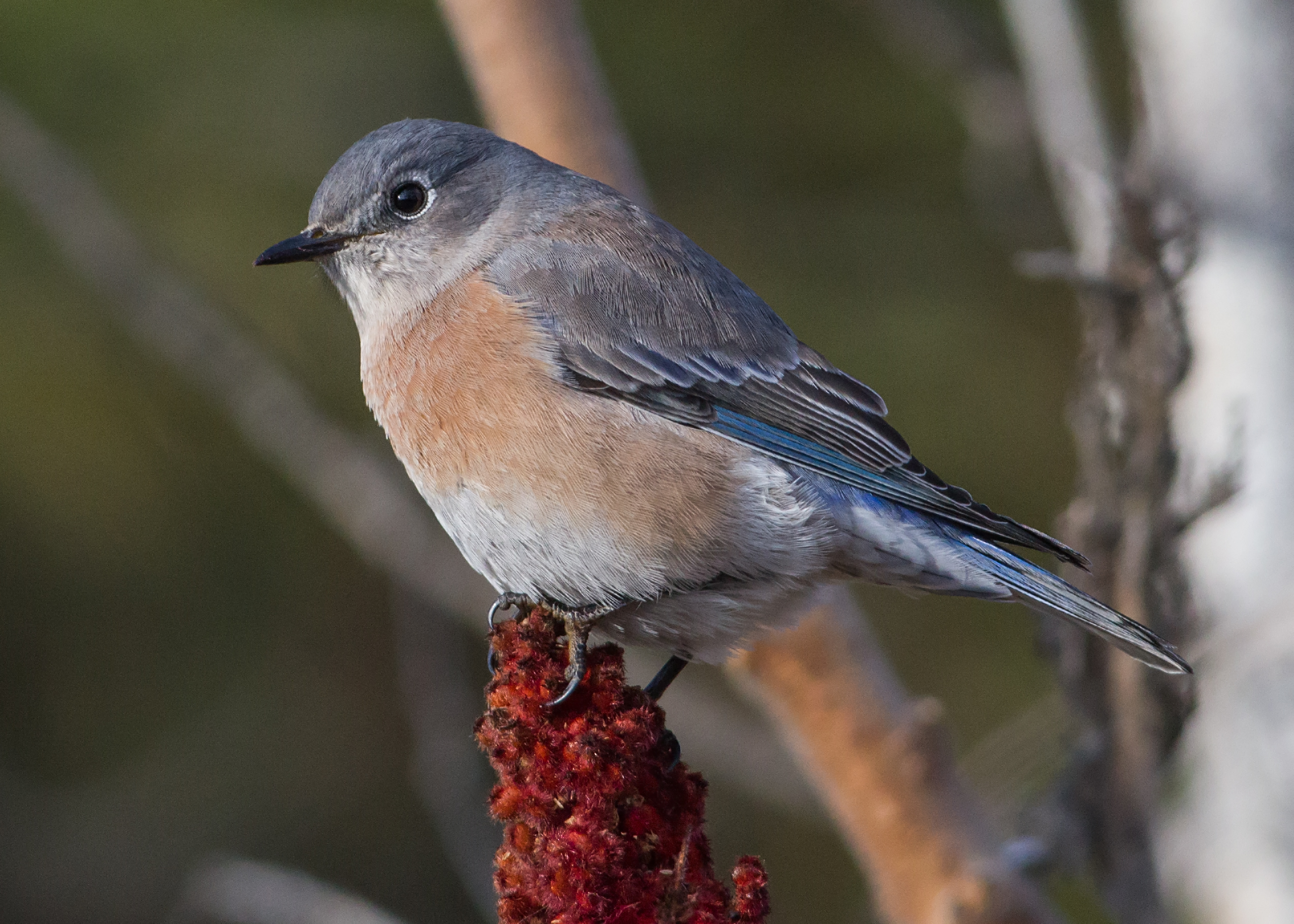
Hona.
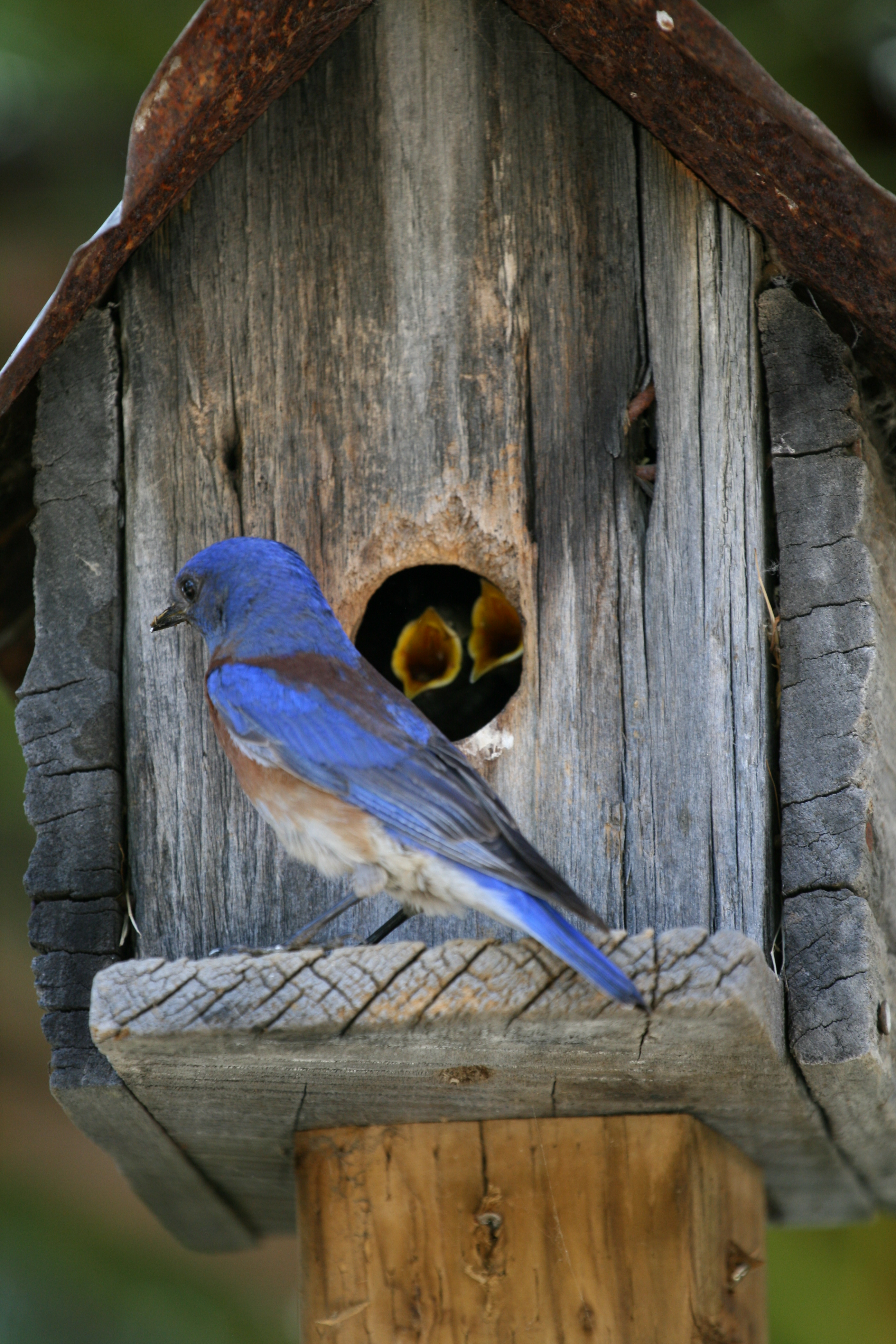
Hane vid sitt bo i en holk.
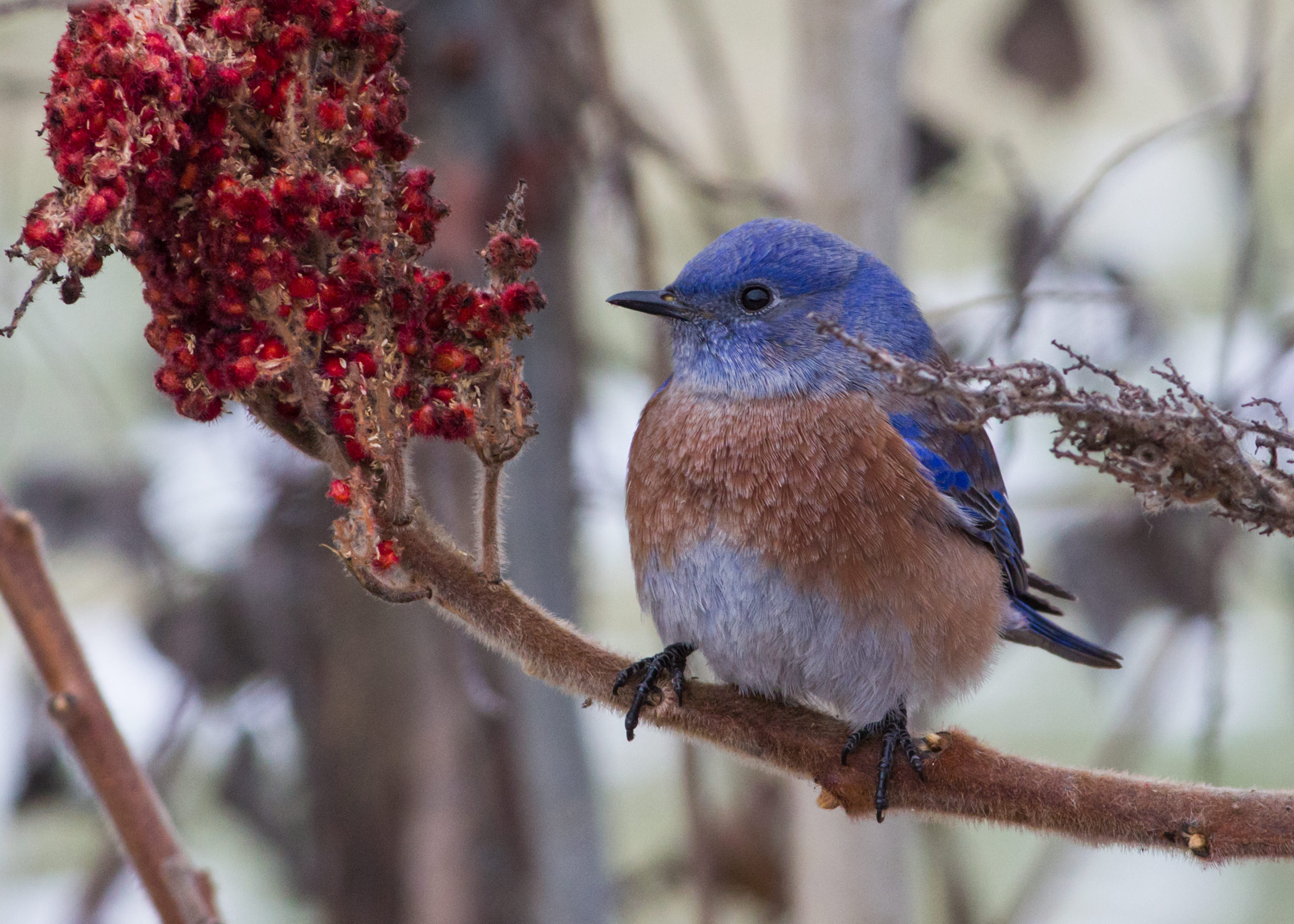